# Edward King-Tenison
Edward King-Tenison   (Kilronan Castle, 21 de gener de 1805 - Kilronan Castle, 19 de juny de 1878) va ser un fotògraf i polític liberal irlandès.

## Biografia
Edward King-Tenison va néixer a Irlanda el 21 de gener del 1805 al castell Kilronan. Va ser el fill Thomas Tenison i Lady Frances King. Va ser el net del primer comte de Kingston i cosí del segon vescomte Lorton. Va assumir el nom addicional de King de la seva mare. Edward King-Tenison va ser educat a Eton i al Trinity College, Cambridge.
L'any 1826 es va unir a l'exèrcit i va ser oficial del 14º Light Dragoons fins a l'any 1836.

### Vida política
L'any 1830, King-Tenison va presentar-se a candidat a Roscommon i l'any 1843 va succeir el seu germà a una gran parte d'aquest comtat. Va aconseguir una reputació de propietari considerat i va servir tant de magistrat com d'alt sheriff pel comtat de Leitrim, Roscommon i Sligo.
Posteriorment King-Tenison va ser nomenat el successor del Lord Leitrim i Roscommon.
Havent establert una reputació de propietari considerat, Tenison va ser retornat al Parlament per Leitrim a les eleccions generals de 1847. Com a liberat, generalment, va donar suport al ministeri Whig del Lord John Russell, però com a defensor de la llibertat civil i religiosa es va oposar fermament a mesures anti-catòliques com la Llei de títols eclesiàstics. Cansat de la vida parlamentària, Tenison es va retirar l'any 1852.
Tot i haver-se retirat, va tornar a la vida política presentant-se a les eleccions generals del 1857. Va perdre un concurs per retornar al seu antic lloc i l'any 1859 va sofrir una derrota més a Roscommon.
L'any següent es va retirar d'una elecció parcial després d'haver-se negat a participar en un cas de corrupció al districte de Sligo. King es va negar a oferir suborns als electors liberals.
L'any 1865 es va retirar de la política en general després de patir una altra derrota a Leitrim.

### Interès per la fotografia
Durant el temps en què Tenison va participar en la vida política, va desenvolupar un interès especial per la fotografia.
L'any 1838 es va casar amb Louisa Anson, la filla gran de Earl of Lichfield. Potser, el fet que ella hagués establert un reconeixement d'escriptora de viatges (després d'anar a la Terra Santa i Egipte) el va inspirar a començar a realitzar fotografies.
Després d'experimentar amb daguerrotips va començar a utilitzar negatius. Va aconseguir adquirir una de les poques llicències atorgades per William Henry Fox Talbot (inventor del calotip).
Tenison estava molt interessat per l'arquitectura i els paisatges i va ser per això que va començar a utilitzar un nou procés calotipista que el va permetre utilitzar negatius encara més grans (que anaven millor per aquests tipus de fotografia).
Amb això, junt amb Louisa Anson, la seva dona, va emprendre un llarg viatge a Espanya. Aquest viatge es va prolongar des de l'octubre del 1850 fins a la primavera del 1853. Durant aquest llarg viatge va realitzar una gran quantitat de calotips, convertint-se així en un dels primers fotògrafs calotipistes. Aquesta estada a Espanya va despertar la curiositat de les autoritats i la població local, perquè el seu equip fotogràfic era molt voluminós.

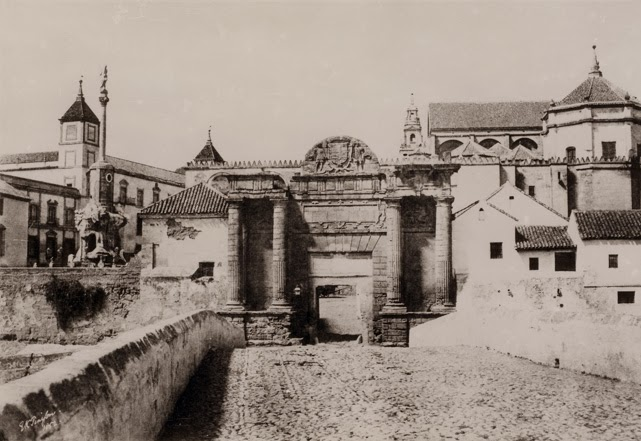
Fotografia de la "puerta del puente" realitzada per E. K. Tenison l'any 1852 a Còrdova, Espanya

Fruit dels seus viatges per la Península va ser l'obra "Castella i Andalusia", publicat l'any 1853. Aquesta obra va ser creada per la seva dona, qui va fer un recull de totes les experiències i hi va incloure unes 50 litografies dels seus dibuixos.
Més tard, l'any 1854, Edward King-Tenison va publicar un àlbum titulat "Records d'Espanya". En aquest àlbum es poden trobar vistes de la ciutat de Toledo, la catedral de Burgos i el palau reial de Madrid.
L'any 1853, Tenison va exhibir les seves fotografies a l'exposició industrial irlandesa i això el va dur a unir-se a la societat de fotografia de Londres. L'any següent va ajudar a la societat de fotografia de Dublin.
Durant els anys 1854 i 1855, Tenison va participar en més exposicions a Londres en les quals va mostrar el treball fotogràfic realitzat a Espanya, Bèlgica i Normandia. També va visitar Algeria i, posteriorment, va realitzar calotips de la seva Irlanda natal.
Al febrer del 1860 va proporcionar a la Royal Dublin Society detalls de la seva utilització experimental de negatius de paper.

### Últims dies
El juny del 1878, Tenison va morir al castell Kilronan. Un àlbum que conté calotips i salines imprès per Tenison realitzat el 1858 es conserva a l'Arxiu Fotogràfic Nacional a Dublín. Gran part del seu treball es troba en col·leccions privades. Un àlbum es va vendre a Christie's l'any 1999 per més de 10.000 dòlars.